# Choristenes melitoptila
Choristenes melitoptila är en fjärilsart som beskrevs av Edward Meyrick 1938. Choristenes melitoptila ingår i släktet Choristenes och familjen vecklare. Inga underarter finns listade i Catalogue of Life.